# Ephalmator
Ephalmator Petrunkevitch, 1950 è un genere di ragni fossili appartenente alla famiglia Ephalmatoridae.
È l'unico genere della famiglia Ephalmatoridae.

## Caratteristiche
Genere fossile risalente al Paleogene. I ragni sono costituiti da parti molli molto difficili da conservare dopo la morte; infatti i pochi resti fossili di aracnidi sono dovuti a condizioni eccezionali di seppellimento e solidificazione dei sedimenti.

## Distribuzione
Le specie sono state rinvenute in alcune ambre baltiche; la sola E. bitterfeldensis è stata rinvenuta nel giacimento tedesco di Bitterfeld.

## Tassonomia
A marzo 2015, di questo genere fossile sono note 13 specie ed un esemplare non ancora identificato (le specie indicate con ? sono di incerta attribuzione):
- Ephalmator bitterfeldensis Wunderlich, 2004 †, Paleogene
- Ephalmator calidus Wunderlich, 2004 †, Paleogene
- Ephalmator debilis Wunderlich, 2004 †, Paleogene
- Ephalmator distinctus Wunderlich, 2004 †, Paleogene
- Ephalmator ellwangeri Wunderlich, 2004 †, Paleogene
- ?Ephalmator eximius Petrunkevitch, 1958 †, Paleogene
- Ephalmator fossilis Petrunkevitch, 1950[2] †, Paleogene
- Ephalmator kerneggeri Wunderlich, 2004 †, Paleogene
- Ephalmator petrunkevitchi Wunderlich, 2004 †, Paleogene
- Ephalmator ruthildae Wunderlich, 2004 †, Paleogene
- Ephalmator tredecim Wunderlich, 2012 †, Paleogene
- Ephalmator trudis Wunderlich, 2004 †, Paleogene
- Ephalmator turpiculus Wunderlich, 2004 †, Paleogene
- ?Ephalmator sp. Wunderlich, 2004 †, Paleogene